# Matucana

Matucana é uma cidade peruana, capital da Província de Huarochirí, situada no Departamento de Lima, pertencente a Região Lima, na zona central do Peru.